# Голяс, Владимир Константинович
Владимир Константинович Голяс (род. 25 января 1971, Заречный, Пензенская область) — советский и российский легкоатлет, специалист по стипль-чезу. Выступал за сборные СССР, СНГ и России по лёгкой атлетике в 1989—1996 годах, победитель и призёр первенств национального значения, участник двух летних Олимпийских игр. Представлял Пензенскую область. Мастер спорта России международного класса (1995).

## Биография
Владимир Голяс родился 25 января 1971 года в городе Заречный Пензенской области.
Занимался лёгкой атлетикой под руководством Владимира Викторовича Кораблёва, окончил Зареченский технологический институт.
Впервые заявил о себе на международном уровне в сезоне 1989 года, когда вошёл в состав советской национальной сборной и выступил на чемпионате мира по кроссу в Ставангере — в юниорской гонке на 8 км занял итоговое 64-е место.
В 1990 году занял 52-е место среди юниоров на кроссовом чемпионате мира в Экс-ле-Бен, выиграл командный зачёт юниоров на Кубке мира по горному бегу в Тельфес-им-Штубай, финишировал пятым в беге на 3000 метров с препятствиями на юниорском мировом первенстве в Пловдиве.
В 1991 году в стипль-чезе выиграл серебряную медаль на чемпионате страны в рамках X летней Спартакиады народов СССР в Киеве, уступив на финише только Ивану Коновалову из Иркутска.
В 1992 году в беге на 2000 метров с препятствиями одержал победу на зимнем чемпионате России в Волгограде, тогда как на зимнем чемпионате СНГ в Москве получил серебро в беге на 3000 метров с препятствиями. На летнем чемпионате СНГ в Москве так же стал серебряным призёром в стипль-чезе — тем самым прошёл отбор в Объединённую команду, собранную из спортсменов бывших советских республик для участия в летних Олимпийских играх в Барселоне. На Играх в беге на 3000 метров с препятствиями дошёл до стадии полуфиналов.
После распада Советского Союза Голяс остался в составе российской национальной сборной и продолжил принимать участие в крупнейших международных турнирах. Так, в 1993 году он был вторым на чемпионате России в Москве.
В 1994 году взял бронзу на чемпионате России в Санкт-Петербурге, закрыл десятку сильнейших на Играх доброй воли в Санкт-Петербурге.
В 1995 году в стипль-чезе выиграл серебряную медаль на чемпионате России в Москве, сошёл с дистанции на Универсиаде в Фукуоке, занял 11-е место на чемпионате мира в Гётеборге.
На чемпионате России 1996 года в Санкт-Петербурге добавил в послужной список ещё одну награду серебряного достоинства, затем стартовал на Олимпийских играх в Атланте, где вновь остановился в полуфинале.
За выдающиеся спортивные достижения удостоен почётного звания «Мастер спорта России международного класса» (1995).